# Rwaza (Sektor)
Rwaza (Kinyarwanda Umurenge wa Rwaza) ist einer von 15 Sektoren im Distrikt Musanze in der Nordprovinz von Ruanda.

## Geographie
Rwaza hat eine Fläche von 27,7 km² und liegt auf einer Höhe von etwa 1720 m. Der Sektor unterteilt sich in die fünf Zellen Bumara, Kabushinge, Musezero, Nturo und Nyarubuye. Nachbarsektoren sind im Norden Muhoza, im Nordosten Gacaca, im Osten Remera, im Südosten Cyabingo, im Süden Rusasa im Südwesten Nkotsi und im Westen Muko. Entlang eines Stücks der Nordgrenze von Rwaza fließt der Mukungwa.

## Bevölkerung
Nach der Volkszählung von 2022 betrug die Einwohnerzahl 23.120 Einwohner. Zehn Jahre zuvor waren es 20.926, was einem jährlichen Bevölkerungszuwachs von 1,0 Prozent zwischen 2012 und 2022 entspricht.

## Verkehr
Durch den Sektor verläuft die asphaltierte Nationalstraße 2.